# Imprimi potest
Imprimi potest és una aprovació oficial pel superior major d'un orde religiós o congregació catòliques del contingut d'una obra escrita per un dels membres, necessària abans d'autoritzar la seva publicació. Indica que l'obra d'un membre de l'ordre ha estat aprovada pels seus superiors i pot ser objecte, davant el bisbe de la diòcesi, de la sol·licitud de permís per imprimir. D'aquesta manera passarà a les mans del censor eclesiàstic nomenat pel bisbe, que ha d'atorgar el nihil obstat abans que aquest al seu torn ferm el imprimatur.
De vegades s'acompanya de la frase Cum permissu superiorum ('amb permís dels superiors').